# Schweizerischer Schriftsteller- und Schriftstellerinnenverband
Der Schweizerische Schriftsteller- und Schriftstellerinnenverband (SSV) war ein Schweizer Verband von Schriftstellern und Autoren, welcher von 1912 bis 2002 bestand. Er wurde abgelöst durch den Verband der Autorinnen und Autoren der Schweiz (AdS).

## Geschichte

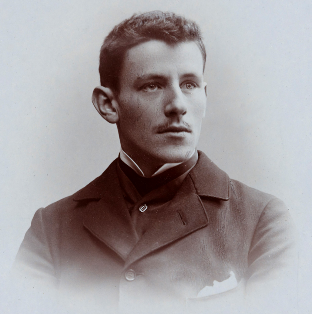
Carl Arbert Loosli, der erste Präsident des SSV

Paul Seippel, Präsident 1915–1919

Nach einem Aufruf von Carl Albert Loosli, Hermann Aellen, Heinrich Federer und Alfred Huggenberger konstituierte sich 1912 mit dem Schweizerischer Schriftsteller-Verein (so der ursprüngliche Name) die erste Autorenvereinigung der Schweiz. Die Literatur schien bis anhin das «Stiefkind unter den schweizerischen Künsten» gewesen zu sein, wie die 1905 gegründete Schweizerische Schillerstiftung feststellte, zumal die Gesellschaft Schweizerischer Maler und Bildhauer (GSMBA) bereits 1865 und der Schweizerische Tonkünstlerverein 1900 entstanden war, und beide vom Bund unterstützt wurden.
1920 kam der SSV erstmals in den Genuss regelmässiger Bundessubventionen. Erster Präsident des neuen Verbands wurde Loosli (bis 1913), ihm folgten bis zum Ersten Weltkrieg Ernst Zahn (bis 1914), Paul Seippel (bis 1919), Robert Faesi (bis 1924) und Felix Moeschlin (bis 1942). Der SSV nahm sowohl gewerkschaftliche als auch kulturpolitische Interessen wahr. Zu den Ersteren gehörten hauptsächlich das Urheberrecht (Rechtsschutz, Tarifpolitik v. a. bei Aufführungen und bei neuen Medien wie Radio und später Fernsehen), die Vertrags- und Tarifpolitik bei Zeitungs- und Buchverlagen sowie – etwas später – die Mindesthonorargarantie, die Gründung von Verwertungsgesellschaften und die Altersvorsorge. Ausserdem betrieb der SSV konkrete Literaturförderung, so mit der 1921 geschaffenen Werkbeleihungskasse. Ab 1936 vergab er mit Unterstützung des Bunds Beiträge an Übersetzungen in andere Landessprachen, ab 1946 organisierte er Werkjahre.
Von Anfang an stand beim SSV das «Schweizerische» im Vordergrund, sodass er sich zu einem Motor der Geistigen Landesverteidigung entwickelte und nicht zuletzt damit Anerkennung in Gesellschaft und Politik erlangte. 1933 beschloss die Generalversammlung, nur Asylgesuche von prominenten Vertretern des deutschen Schrifttums und von literarisch tätigen politischen Flüchtlingen zu unterstützen. Eine noch härtere Haltung nahm die 1924–1985 bestehende «Gesellschaft Schweizerischer Dramatiker» ein, eine Sektion des SSV. Bei der Beurteilung von Aufnahmegesuchen emigrierter Schriftsteller wurden der SSV bzw. seine Sektionen von der Fremdenpolizei auf Kantons- und Bundesebene beigezogen. Aus politischen Gründen oder aus Furcht vor Konkurrenz stellte der SSV bis 1943 zahlreiche negative Gutachten über deutsche und österreichische Schriftsteller sowie Verleger aus. Positive Gutachten knüpfte er oft an harte Bedingungen (z. B. keine Publikationen in Schweizer Zeitungen).

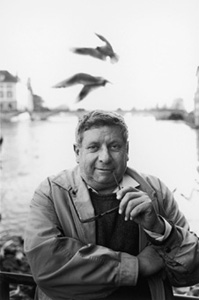
Hugo Loetscher, Präsident 1986–1989

Nach dem Zweiten Weltkrieg entwickelte sich unter den Präsidenten Henri de Ziegler, Hans Zbinden und Maurice Zermatten keine Alternative zum bisherigen kulturpolitischen Selbstverständnis des Verbands; die gewerkschaftliche Orientierung verlor an Gewicht. Gleichzeitig wurden in allen vier Landesteilen ab 1940 Regionalvereine gegründet, die den beruflich-fachlichen Austausch im Wesentlichen übernahmen. Die Stagnation mündete in die Krise, die 1970 mit dem Austritt mehrerer prominenter Autoren – u. a. Peter Bichsel, Jeanlouis Cornuz, Friedrich Dürrenmatt, Yves Velan – kulminierte und 1971 die Gründung der «Gruppe Olten» (GO) zur Folge hatte.
Die Entwicklung beider Verbände war von Konkurrenz und Zusammenarbeit gekennzeichnet. Während die GO zunächst das (kultur)politische Feld besetzte – der «demokratische Sozialismus» im Zweckartikel blieb bis 2001 ein Grundpfeiler für Mitglieder –, aber bald auch die berufspolitische Arbeit vorantrieb, modernisierte der SSV seine Strukturen und revidierte sein Selbstverständnis. Beide Verbände richteten ihre Aufnahmebestimmungen stärker auf Berufsschriftsteller aus. Das Mass der Zusammenarbeit wurde immer wieder diskutiert, bis 2002 der Zusammenschluss beider Verbände beschlossen wurde. Bei seiner Auflösung zählte der SSV rund 570 Mitglieder, die GO rund 340.
Seit 2003 nimmt der Verband Autorinnen und Autoren der Schweiz (AdS) mit Sitz in Zürich die Interessen seiner Mitglieder (2010: 928) wahr. Für die Vertreter des AdS in der französisch- und italienischsprachigen Schweiz unterhält der Verband je eine Anlaufstelle. Die Aufnahmebestimmungen – der AdS versteht sich als Verband für hauptberufliche Schriftsteller bzw. literarische Übersetzer – und die Aufnahmepraxis lösten in der Geschichte der Schriftstellervereine immer wieder Konflikte aus, ebenso der Gegensatz zwischen berufspolitischer Interessenvertretung und kulturellem Netzwerk, zwischen Gewerkschaft und Amicale.